# HMS Cambridge (1755)
HMS Cambridge (1755) — 80-пушечный британский линейный корабль 3 ранга. Третий корабль Королевского флота, названный в честь города Кембридж.

## Постройка
Заказан 12 июля 1750 года, по несколько удлиненному, против уложения 1745 года, проекту Эллина (одобрен 5 июля 1750 года).
Первым корабельным мастером в Дептфорде был Джон Холланд (англ. John Holland). По его смерти в мае 1750 года мастером стал Томас Феллоуз (англ. Thomas Fellowes умер в марте 1753 года). После него корабль взял Томас Слейд.
Спущен на воду 21 октября 1755 года на королевской верфи в Дептфорде. Достроен 15 января 1756 года Адамом Хейсом (англ. Adam Hayes), дядей знаменитого в будущем капитана Хейса.

## Служба
Вступил в строй в октябре 1755 года, капитан сэр Перси Бретт (англ. Piercy Brett); вошел в Западную эскадру; капитан Бретт был переведен с яхты Caroline, в ожидании разрыва с Францией; вернулся на неё в ноябре или декабре 1756 года, после начала военных действий.

### Семилетняя война

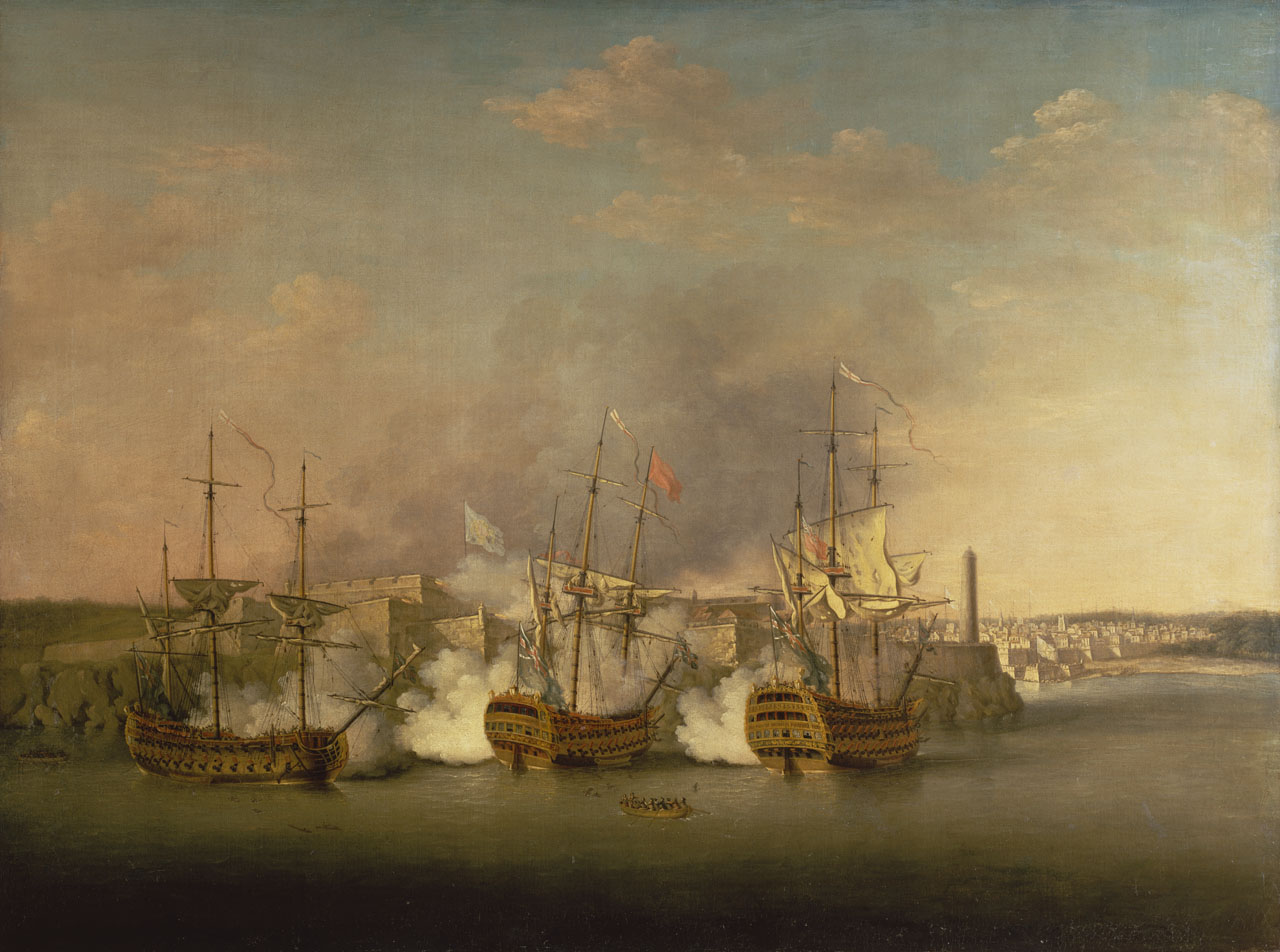
Бомбардировка замка Морро, 1762. Линзи на шлюпке (на первом плане) переходит с HMS Trent чтобы принять командование HMS Cambridge (справа)

1756 — капитан Уильям Гордон (англ. William Gordon).
1757 — оснащение в Портсмуте под флагмана; капитан Гордон переведен на HMS Princess Amelia в апреле; май, капитан Томас Бернет (англ. Thomas Burnet); под брейд-вымпелом капитана Джона Мура (англ. John Moore); Томас Бернет стал полным капитаном 5 мая и получил назначение на Cambridge флаг-капитаном у сэра Джона Мура, коммодора Вест-Индской станции. 29 июня ушел на Подветренные острова.
1759 — 15−20 января участвовал в нападении на Мартинику; февраль-апрель, в операциях против Гваделупы.
В январе к сэру Джону присоединился из Англии коммодор Роберт Хьюз (англ. Robert Hughes) с 8 двухдечными, фрегатом и 4 бомбардирскими кечами, имея на борту войска генерала Хопсона (англ. Hopson), для вторжения во французские владения в Вест-Индии. Прямо перед началом действий против Гваделупы коммодор Мур перенес свой брейд-вымпел на HMS Woolwich, а Cambridge, HMS Norfolk и HMS St George получили приказ атаковать цитадель. Её удалось окончательно подавить атакой, длившейся с 9 часов утра до 4 пополудни. Капитан Бернет в июне вернулся в Англию с коммодором Хьюзом.
1760 — капитан Уильям Гузтрей (англ. William Goosetrey); флагман контр-адмирала Чарльза Холмса; 26 марта ушел с ним на Ямайку.
1761 — 21 ноября на борту умер контр-адмирал Холмс.
1762 — с 6 июня по 13 августа с экспедицией Покока был при захвате Гаваны; 1 июля при бомбардировке замка Морро убит капитан Гузтрей; его сменил временный капитан Джон Линзи (англ. John Linsey); всего потери Cambridge составили 24 убитыми и 95 ранеными; июль (?), капитан Ричард Картерет (англ. Richard Carteret); в конце года выведен в резерв в Плимуте и рассчитан.
1763 — 7 января обследован.

### Межвоенные годы
Средний ремонт в Плимуте (с октября 1762) по сентябрь 1765 года.
1770 — введен в строй в ноябре, во время т.н. «испанского вооружения» (конфликт из-за Фолклендских островов), капитан Томас Грейвз.
1771 — май, выведен в резерв.

### Американская революционная война
1778 — июнь-июль, переделан в плавучую тюрьму в Плимуте.
1780 — капитан Бродерик Хартвелл (англ. Broderick Hartwell); рейдовая служба в Плимуте; март-август, переделан под плавучую казарму новобранцев.
1781 — июнь, оснащение и обшивка медью в Плимуте для службы в метрополии, по март 1782 года; капитан Хартвелл получил назначение заместителем управляющего (англ. lieutenant-governor) Гринвичского госпиталя.
1782 — март, введен в строй, капитан Кис Стюарт (англ. Keith Stewart), для службы в Канале; позже капитан Джон Холлоуэй (англ. John Holloway); август-сентябрь, с флотом лорда Хау при снятии осады с Гибралтара, был у мыса Спартель.
1783 — капитан Стэр Дуглас (англ. Stair Douglas); май, выведен в резерв; май-июнь, подготовлен в отстой в Плимуте.

### Французские революционные войны
1790 — март, плавучая казарма в Плимуте; июнь, капитан Уильям Локер (англ. William Locker), флагман вице-адмирала Томаса Грейвза.
1791 — апрель, повторно введен в строй, капитан Томас Хикс (англ. Thomas Hicks); флагман контр-адмирала Ричарда Бикертона; сентябрь, выведен в резерв.
1792 — декабрь, превращен в плавучую казарму в Плимуте.
1793 — январь, введен в строй, капитан Ричард Боджер (англ. Richard Boger), командовал до 1799 года; последовательно брандва́хта, плавучая казарма и флагман вице-адмирала Грейвза в Плимуте.
1794 — флагман контр-адмирала Роуленда Коттона там же.
1795 — флагман контр-адмирала сэра Ричарда Кинга там же, до 1799.
1799 — капитан Джон Вики (англ. John Wickey); флагман вице-адмирала сэра Томаса Палсли до 1802 года.
1801 — январь, капитан Чарльз Лейн (англ. Charles Lane).
1802 — апрель, выведен в резерв.
1808 — июль, разобран в Плимуте.